# Allemagne-en-Provence
Allemagne-en-Provence è un comune francese di 515 abitanti situato nel dipartimento delle Alpi dell'Alta Provenza della regione della Provenza-Alpi-Costa Azzurra. Il nome sembrerebbe derivare dalla presenza di una guarnigione germanica in epoca romana.

## Società

### Evoluzione demografica
Abitanti censiti

## Simboli
Lo stemma del comune si blasona: di rosso, al castello d'oro fiancheggiato da quattro torri coperte dello stesso, aperto, finestrato e murato di nero, posto in prospettiva.
Lo stemma riproduce il Château d'Allemagne-en-Provence, considerato uno dei castelli meglio difesi della Provenza.